# Liste der Biografien/Chl
Liste der Biografien |
Portal Biografien |
Personensuche
# |
A |
B |
C |
D |
E |
F |
G |
H |
I |
J |
K |
L |
M |
N |
O |
P |
Q |
R |
S |
T |
U |
V |
W |
X |
Y |
Z |
?
 
Ca |
Cb |
Cc |
Ce |
Ch |
Ci |
Cj |
Ck |
Cl |
Cm |
Cn |
Co |
Cr |
Cs |
Ct |
Cu |
Cv |
Cw |
Cy |
Cz
 
Cha |
Chb |
Che |
Chh |
Chi |
Chk |
Chl |
Chm |
Chn |
Cho |
Chr |
Cht |
Chu |
Chv |
Chw |
Chy
Die Liste der Biografien führt alle Personen auf, die in der deutschsprachigen Wikipedia einen Artikel haben. Dieses ist eine Teilliste mit 97 Einträgen von Personen, deren Namen mit den Buchstaben „Chl“ beginnt.

## Chl

### Chla
- Chlada, Marvin (* 1970), deutscher Sozialwissenschaftler, Autor und Musiker
- Chladek, Dana (* 1963), US-amerikanische Kanutin
- Chládek, Marcel (* 1968), tschechischer Politiker
- Chladek, Rosalia (1905–1995), österreichisch-tschechische Tänzerin und Choreografin
- Chládek, Zdeněk (* 1990), tschechischer Boxer
- Chladenius, Carl Gottfried Theodor (1759–1837), deutscher Jurist und Bürgermeister
- Chládková, Denisa (* 1979), tschechische Tennisspielerin
- Chladni, Ernst Florens Friedrich (1756–1827), deutscher Physiker und AstronomErnst Florens Friedrich Chladni (1756–1827)

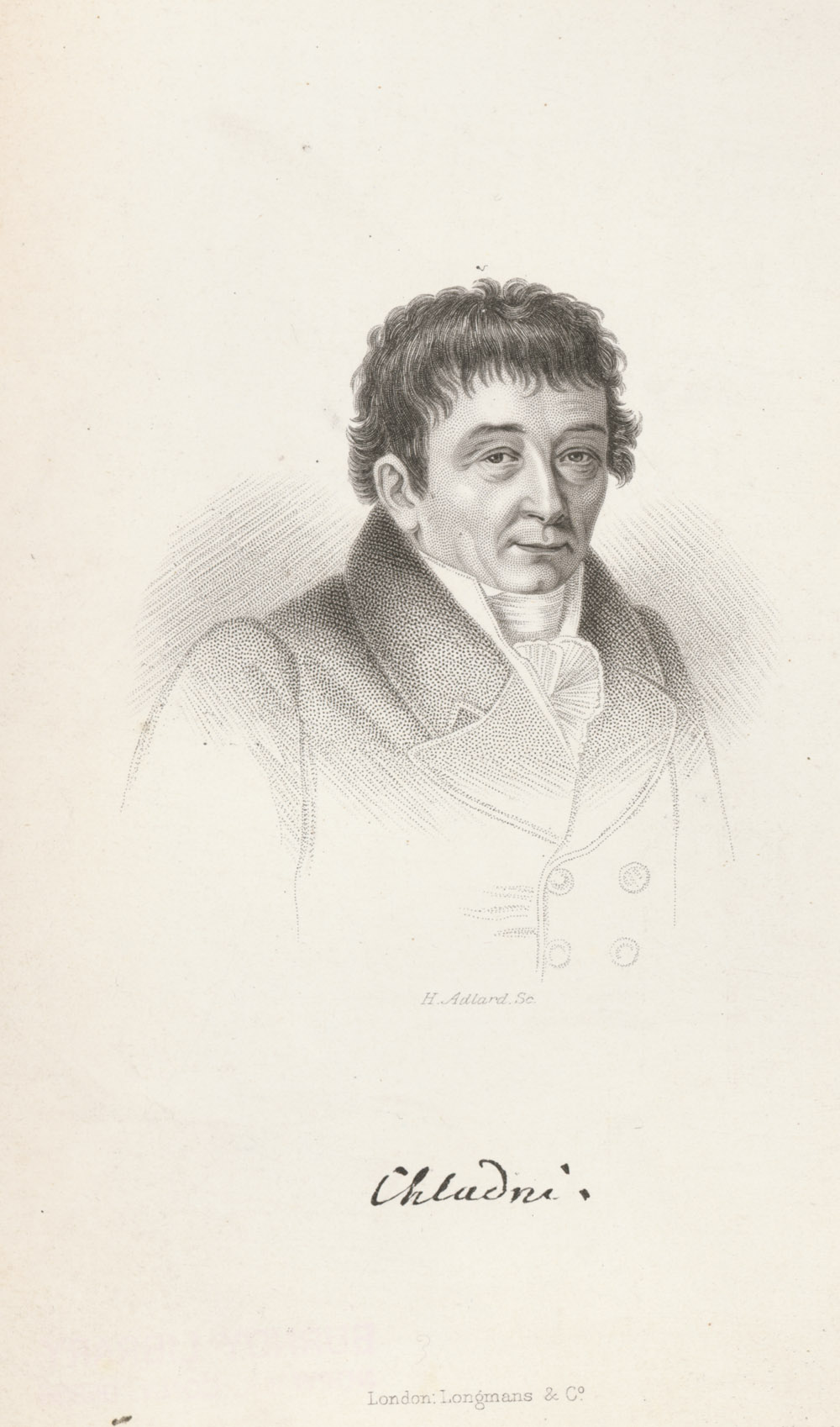
Ernst Florens Friedrich Chladni (1756–1827)

- Chladni, Ernst Martin (1715–1782), deutscher Jurist
- Chladni, Johann Martin (1710–1759), deutscher evangelischer Theologe und Historiker
- Chladni, Justus Georg (1701–1765), deutscher Rechtswissenschaftler
- Chladni, Martin (1669–1725), evangelisch-lutherischer Theologe
- Chladoňová, Viktória (* 2006), slowakische Radsportlerin
- Chlan, Ernst (1912–1992), promovierter österreichischer Jurist, SS-Sturmbannführer, SD-Abschnittsleiter für die Stadt Wien, Reiseleiter für Scharnow-Reisen/Dr. Tigges
- Chlanda, Marek (* 1954), polnischer Zeichner, Grafiker, Installations- und Performancekünstler
- Chlapík, Filip (* 1997), tschechischer Eishockeyspieler
- Chlapowo Chlapowski, Alfred von (1874–1940), polnischer Minister, Diplomat, Gutsbesitzer und MdR
- Chlapowski, Anton von (1855–1927), deutscher Arzt und Politiker, MdR
- Chlapowski, Casimir von (1832–1916), deutscher Rittergutsbesitzer und Politiker, MdR
- Chłapowski, Dezydery (1788–1879), polnischer General
- Chlapowski, Stanislaus von (1822–1902), deutscher Offizier, Gutsbesitzer und Politiker, MdR
- Chlapowski, Thaddäus von (1826–1879), preußischer Rittergutsbesitzer und Politiker
- Chlastáková, Jitka (* 1993), tschechische Fußballspielerin

### Chle
- Chlebarow, Georgi (1886–1968), bulgarischer Tierzüchter
- Chlebassolau, Dsmitryj (* 1990), belarussischer Fußballspieler
- Chlebko, Irina Konstantinowna (* 1990), russische Badmintonspielerin
- Chlebnikow, Boris Igorewitsch (* 1972), russischer Filmregisseur und Drehbuchautor
- Chlebnikow, Kirill Timofejewitsch (1784–1838), Naturforscher und Schriftsteller
- Chlebnikow, Sergei Anatoljewitsch (1955–1999), sowjetischer Eisschnellläufer
- Chlebnikow, Welimir (1885–1922), russischer Dichter des FuturismusWelimir Chlebnikow (1885–1922)

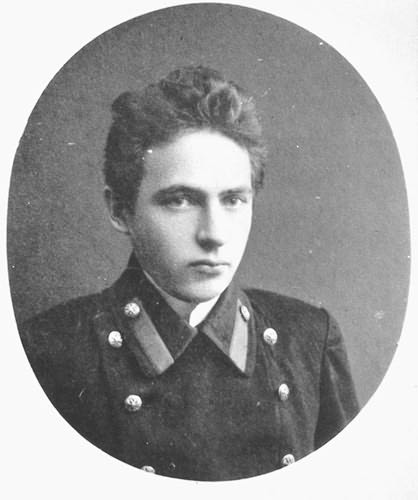
Welimir Chlebnikow (1885–1922)

- Chlebnikowa, Tamara Alexandrowna (1928–2001), sowjetisch-russische Prähistorikerin
- Chlebo, Jaroslav, slowakischer Diplomat
- Chleborad, František Ladislav (1839–1911), tschechischer Arbeiterführer und Vertreter der Selbsthilfegruppen
- Chlebowska-Krause, Joanna (* 1975), polnisch-deutsche Malerin und Fotografin
- Chlebowski, Stanislaus von (1835–1884), polnischer Historienmaler und Hofmaler des Sultans Abdülaziz
- Chlebowski, Zbigniew (* 1964), polnischer Politiker, Mitglied des Sejm
- Chlebowsky, Christian Wilhelm von (1755–1807), preußischer Generalmajor
- Chlebowsky, Walter (1890–1965), deutscher Politiker; Bürgermeister in Minsk Mazowiecki und Belgard an der Persante
- Chlebus, Karl Friedrich (1790–1862), preußischer Generalleutnant, Kommandeur der 14. Division
- Chlebuschkina, Antonina Pawlowna (1914–1995), sowjetische Politikerin und Heldin der sozialistischen Arbeit
- Chlestil, Gustav (* 1938), österreichischer Manager, Präsident des Auslandösterreicher-Weltbundes
- Chlestow, Dmitri Alexejewitsch (* 1971), russischer Fußballspieler
- Chlewnjuk, Oleg Witaljewitsch (* 1959), russischer Historiker

### Chli
- Chli, Margarita, zyprische und griechische Informatikerin
- Chlingensperg, Friedrich von (1860–1944), deutscher Verwaltungsjurist
- Chlístovský, Jan (* 1934), tschechoslowakischer Radrennfahrer

### Chlj
- Chljustawa, Iryna (* 1978), belarussische Sprinterin

### Chlo
- Chlochilaicus, Kleinkönig
- Chloderich († 509), König von Austrasien
- Chlodio, König der salischen Franken
- Chlodoald († 560), fränkischer Adliger, Merowinger
- Chlodomer (495–524), ältester Sohn des Frankenkönigs Chlodwig I. und der Chrodechild
- Chlodulf, Bischof von Metz
- Chlodwig (III.), König von Austrasien
- Chlodwig I. (466–511), Mitglied der Merowingerdynastie; machte Paris zur Hauptstadt des FrankenreichesChlodwig I. (466–511)

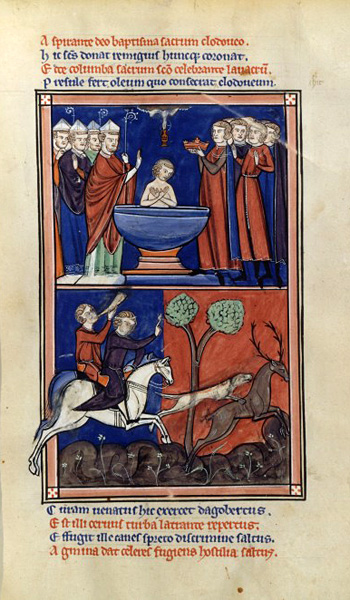
Chlodwig I. (466–511)

- Chlodwig II. (* 634), merowingischer König im Frankenreich
- Chlodwig III. († 694), merowingischer König des Frankenreiches (690/691–694)
- Chlodwig von Hessen-Philippsthal-Barchfeld (1876–1954), Landgraf von Hessen-Philippsthal-Barchfeld
- Chloe (* 1971), US-amerikanische Pornodarstellerin
- Chłopecki, Andrzej (1950–2012), polnischer Musikwissenschaftler und -kritiker
- Chlopecki, Oreste, argentinischer Opernsänger (Bass), Chorleiter und Komponist
- Chłopek, Aleksander (* 1946), polnischer Lehrer und Politiker, Mitglied des Sejm
- Chłopicki, Józef (1771–1854), polnischer Militär, General
- Chlopin, Witali Grigorjewitsch (1890–1950), sowjetischer Radiochemiker
- Chloponin, Alexander Gennadijewitsch (* 1965), russischer Politiker
- Chlopotnowa, Olena (* 1963), ukrainische Weitspringerin
- Chlopzewa, Jelena Iwanowna (* 1960), sowjetische Ruderin
- Chłosta, Jan (* 1938), polnischer Schriftsteller und Journalist
- Chlothar I. († 561), Frankenkönig aus dem Hause der MerowingerChlothar I. († 561)

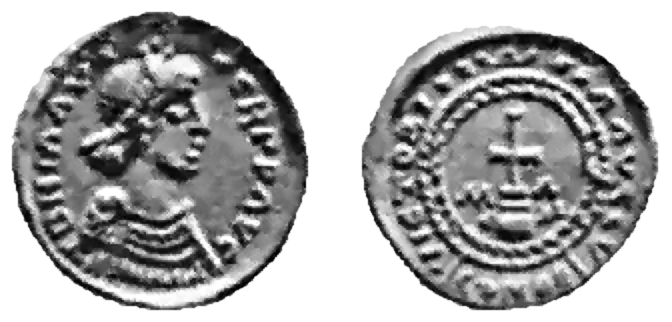
Chlothar I. († 561)

- Chlothar II. (* 584), König der Franken aus dem Geschlecht der Merowinger
- Chlothar III. († 673), merowingischer König des Frankenreiches (657–673)
- Chlothar IV. († 719), Frankenkönig
- Chloupač, Hans (1887–1965), österreichischer Regierungsrat und Fossiliensammler
- Chloupek, Josef (* 1908), österreichischer Fußballspieler

### Chlu
- Chlubna, Friedrich (1946–2005), österreichischer Schachkomponist
- Chlubna, Osvald (1893–1971), tschechischer Komponist
- Chlud, Lola (1905–2000), deutsche Schauspielerin
- Chludow, Alexei Iwanowitsch (1818–1882), russischer Kaufmann und Kunstsammler
- Chlum, Franz (1931–2013), deutscher Dirigent und Komponist
- Chlum, Magdalena von († 1577), deutsche Äbtissin
- Chlum, Margareta von († 1589), deutsche Äbtissin
- Chlumberg, Hans (1897–1930), österreichischer Dramatiker
- Chlumčanský von Přestavlk, Wenzel Leopold (1749–1830), Bischof von Leitmeritz, Erzbischof von Prag
- Chlumecká, Gabriela (* 1975), tschechische Fußballnationalspielerin
- Chlumecký, Johann von (1834–1924), österreichischer Jurist und Politiker
- Chlumecký, Peter von (1825–1863), österreichisch-mährischer Historiker
- Chlumová, Milena (* 1946), tschechoslowakische Skilangläuferin
- Chlumska, Renata (* 1973), schwedisch-tschechische Bergsteigerin
- Chlumsky, Anna (* 1980), US-amerikanische SchauspielerinAnna Chlumsky (* 1980)

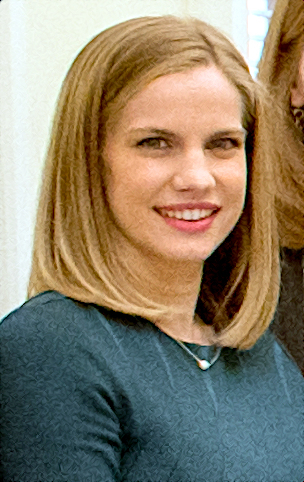
Anna Chlumsky (* 1980)

- Chlup, Filip (* 1985), tschechischer Fußballspieler
- Chlupáč, Ivo (1931–2002), tschechischer Geologe und Paläontologe
- Chlupáč, Miloslav (1920–2008), tschechischer Bildhauer
- Chlussewitsch, Daniil Andrejewitsch (* 2001), russischer Fußballspieler

### Chly
- Chlynina, Julija Olegowna (* 1992), russische Schauspielerin
- Chlynzew, Iwan Anatoljewitsch (* 1981), russischer Eishockeyspieler
- Chlystow, Denis Wladimirowitsch (* 1979), russischer Eishockeyspieler
- Chlystow, Nikolai Pawlowitsch (1932–1999), russischer Eishockeyspieler